# 일리노이 주의회

일리노이 주의회(Illinois General Assembly)는 미국 일리노이주의 입법부이다. 일리노이주 하원과 일리노이주 상원으로 구성된다. 주의회는 1818년에 채택된 최초의 주 헌법에 의해 창설되었다. 2023년 기준으로 현재의 총회는 103번째이다. 의회의 임기는 2년이다.
일리노이주 헌법에 따라 1983년부터 상원은 59명, 하원은 118명으로 구성되어 있다. 두 의회 모두에서 모든 의원은 단일 의원 선거구에서 선출된다. 각 상원 선거구는 두 개의 인접한 하원 선거구로 나뉜다.
주의회는 스프링필드의 일리노이주 의사당에서 열린다. 회기법은 일반적으로 양원에서 다수결로 채택되고 일리노이 주지사의 동의를 얻어 채택된다. 이 내용은 일리노이주 공식 법률에 게재되어 있다.
미국의 두 대통령인 에이브러햄 링컨과 버락 오바마는 각각 일리노이주 하원과 일리노이주 상원에서 일리노이주 주의회에서 정치 경력을 시작했다.